# 黎安田
黎安田（1939年5月—），江苏扬州人，出生于辽宁沈阳，中华人民共和国政治人物。曾任长江水利委员会主任。

## 生平
1963年，毕业于华东水利学院（现河海大学）。1994年至2001年，担任长江水利委员会主任。在1998年长江洪水中，负责长江重要堤防隐蔽工程建设工作。此外他参加过丹江口、阿富汗帕尔旺、葛洲坝及深圳机场场道防渗拦淤堤等工程的设计研究工作。